# Кубок Узбекистана по футболу 2020
Кубок Узбекистана по футболу 2020 года (узб. Футбол бўйича 2020-йилги Ўзбекистон Кубоги) — 28-й сезон ежегодного футбольного турнира Кубка Узбекистана. Спонсором турнира была компания «Coca-Cola».

## Первый квалификационный раунд
13 июня 2020 года состоялась жеребьёвка первого отборочного этапа. В этом этапе приняли участие восемь команд из Про-лиги Узбекистана 2020 года.

## Второй квалификационный раунд
23 июня 2020 года прошла жеребьёвка второго этапа. В нём участвовали четыре команды, прошедшие первый этап.

## 1/8 финала
Жеребьёвка стадии 1/8 финала прошла 14 ноября 2020 года. К двум победителям второго раунда присоединились 14 команд Суперлиги 2020 года.

## Четвертьфиналы
Жеребьёвка четвертьфинала состоялась 8 декабря 2020 года. В этой стадии приняли участие восемь команд-победителей 1/8 финала.

## Полуфиналы
Жеребьёвка полуфиналов прошла 12 декабря 2020 года. В этой стадии встретились четыре команды, прошедшие четвертьфинал.